# Premierminister von Neuseeland
Der Premierminister von Neuseeland, Prime Minister oder in Kurzform auch Premier genannt, ist der Regierungschef von Neuseeland. Er muss Mitglied des House of Representatives sein und wird bisher traditionell von der Mehrheitspartei im Neuseeländischen Parlament gestellt. Seit dem 27. November 2023 hat Christopher Luxon von der New Zealand National Party das Amt inne.

## Ernennung des Prime Ministers
Nach einer General Election (Parlamentswahl) spricht, entsprechend den Konventionen der neuseeländischen Verfassung, der Generalgouverneur von Neuseeland mit den politischen Parteien, um herauszufinden, wer als Premierminister eine neue Regierung führen kann. In der Regel ist dies der politische Führer der Mehrheitspartei, den der Generalgouverneur dann zuerst zum Mitglied des Executive Council (Exekutivrates) ernennt, um anschließend das Dokument zur Ernennung zum Prime Minister zu unterzeichnen.

## Rolle des Prime Ministers
Die Rolle des Premierministers ist in Neuseeland nicht offiziell definiert, sondern ergibt sich zumeist aus über vielen Jahrzehnten gebildeten Konventionen. Diese werden seit 1996 im Cabinet Manual schriftlich festgehalten. Vor dieser Zeit gab es kein schriftliches Dokument, das die Rolle des Premierministers und seines Büros beschrieben hätte. Selbst im Constitution Act 1986 (Verfassungsgesetz) wurde der Titel Prime Minister nicht erwähnt, sondern nur die Zugehörigkeit der Minister zum Executive Council geregelt.
Der Premierminister ist der Regierungschef und verfassungsgemäß der Berater des Souverän, bzw. seines Stellvertreters, dem Generalgouverneur. Per Verfassung besitzt er auch das Vorschlagsrecht für den Generalgouverneur. Auf Vorschlag des Premierministers ernennt die Krone per Letters Patent den Generalgouverneur von Neuseeland. Ausschließlich der Premierminister besitzt das Recht, dem Generalgouverneur die Ernennung oder Abberufung eines Ministers der Regierung vorzuschlagen. Auch bei einem Rücktritt eines Ministers schlägt er dem Generalgouverneur vor, den Rücktritt zu akzeptieren oder abzulehnen. Der Premierminister hat auch das Vorschlagsrecht, innerhalb der Parlamentsperiode das Parlament aufzulösen und Neuwahlen anzusetzen.
Der Premierminister ist der Chef der Exekutive. Er hat die Aufgabe, eine Regierung zu bilden, die Verantwortungsbereiche der Ministerien zuzuschneiden und Minister und ihre Rangfolge zu bestimmen. Er kann auch den Fokus der Ressortbildung und die Zielsetzungen der Regierungsabteilungen, Staatlichen Unternehmen und anderen Regierungsorganisationen bestimmen.
Als Vorsitzender des Kabinetts leitet er die Kabinettssitzungen, genehmigt die Tagesordnung der jeweiligen Sitzungen, ist letzte Entscheidungsinstanz im Kabinett und bestimmt Mitglieder und Aufgabenbereich von sogenannten Cabinet committees. Trotzdem ist er gehalten, sich an alle Entscheidungen des Kabinetts zu halten. In dem Sinne wird er als „Primus inter pares“ (Erster unter Gleichen) angesehen.
Dem Premierminister ist der Security Intelligence Service und das Government Communications Security Bureau (beides Nachrichtendienste mit unterschiedlichen Aufgaben) direkt unterstellt.
Zusammen mit seinem Kabinett, dem Schatzamt (The Treasury) und der Public Service Commission, ist der Premierminister für die Führung, Koordination und Überwachung aller Staatsdienste (States Services) verantwortlich.

## Geschichte des Titels
Der Titel „Prime Minister“ wurde in Neuseeland erstmals offiziell nach der Verabschiedung des Civil List Act of 1873 verwendet, doch erst Richard John Seddon nutzte 1893 den Titel für das Amt erstmals offiziell.
Ab 1854, als die Debatten um die Verfassung des Landes begannen, war die Bezeichnung des Regierungschefs noch uneinheitlich, so wurde anfangs noch die Bezeichnung Colonial Secretary verwendet und William Fox 1861 in seiner zweiten Amtszeit als „Attorney-General with first seat in the Ministry“ (Generalstaatsanwalt mit erstem Sitz im Ministerium) bezeichnet, Frederick Welds Funktion 1864 mit „holding a seat in the Executive Council and the office of Premier“ (einen Sitz im Exekutivrat und im Büro des Premier haltend) beschrieben, Edward Stafford 1865 „First Minister“ (erster Minister) genannt und für Fox wurde 1869 in seiner dritten Amtszeit die Variante „Premier and member of the Executive Council“ verwendet, wohl auch alternativ „Premier“ und „Prime Minister“. Seddon verwendete ab 1899 ausschließlich die Bezeichnung „Prime Minister“. Mit dem New Zealand Official Yearbook 1900 und der Teilnahme an der Imperial conference 1902 wurde die offizielle Verwendung des Titels „Prime Minister“ für den Regierungschef bestätigt und William Hall-Jones mit seiner Amtsübernahme 1906 mit dem Titel vereidigt.
Seit dieser Zeit lautet die offizielle Bezeichnung des Regierungschefs „Prime Minister“, wobei im allgemeinen Sprachgebrauch „Premier“ auch heute immer noch anzufinden ist.

## Geschichte des Amtes
James FitzGerald war eigentlich der erste Premierminister des Landes. Er wurde am 14. Juni 1854 in den Executive Council berufen und bekam vom Gouverneur Sir Robert Henry Wynyard die Führungsrolle des Rates zugedacht, doch FitzGerald und die beiden anderen neuen Mitglieder des Rates waren sich ihrer Regierungsmacht nicht sicher und forderten vom Gouverneur, die alte Kolonialregierung zu entlassen. Als dies nicht geschah, trat FitzGerald, noch bevor er offiziell zum Premierminister berufen werden konnte, knapp zwei Monate später am 2. August zurück. Somit konnte Henry Sewell am 7. Mai 1856 den Titel des ersten Premierminister Neuseelands, seinerzeit noch als Colonial Secretary bezeichnet, für sich verbuchen, auch wenn er bereits 13 Tage nach Amtsantritt wegen eines Misstrauensvotum zurücktreten musste. Auch sein Nachfolger William Fox hielt sich 1856 nur 13 Tage im Amt, doch er konnte mit Unterbrechungen insgesamt vier Amtszeiten vorweisen. Auch Harry Atkinson wurde mit Unterbrechungen drei Mal wiedergewählt (1876, 1883, 1884, 1887) und kam so auf vier Amtszeiten. Die kürzeste einzelne Amtsperiode hatte Atkinson, dessen dritte Amtszeit nur sieben Tage dauerte.
Die längste Amtszeit ohne Unterbrechung hatte mit 13 Jahren Richard Seddon (April 1893 bis Juni 1906), gefolgt von William Massey (Juli 1912 bis Mai 1925), dem nur zwei Monate an 13 Jahren Amtszeit fehlten. Der jüngste Amtsinhaber war Edward Stafford, der 1856 bei seiner Amtseinführung 37 Jahre alt war. Der älteste Premierminister war Walter Nash, der 1957 bereits 75 Jahre verbuchte.
1997 schaffte es Jenny Shipley als erste Frau in das zweithöchste Staatsamt. Auf sie folgte 1999 Helen Clark. 
Von den 42 Premierministern, die Neuseeland von Henry Sewell bis Christopher Luxon bisher hatte, traten sieben aus unterschiedlichen Gründen zurück, Sidney Holland im September 1957, Keith Holyoake im Dezember 1957, Robert Muldoon im Juli 1984, Jim Bolger im Dezember 1997,  David Lange im August 1989, John Key im Dezember 2016 und Jacinda Ardern im Januar 2023. William Massey und Michael Joseph Savage verstarben im Amt. Die anderen Premierminister wurden bei Parlamentswahlen abgewählt oder traten zu den Wahlen nicht mehr an.